# Fußball-Zentralamerikameisterschaft
Die Fußball-Zentralamerikameisterschaft (spanisch Copa Centroamericana, englisch Central American Cup) war ein 1991 erstmals ausgetragener Fußballwettbewerb für die Nationalmannschaften Zentralamerikas, der im Zweijahres-Rhythmus stattfand. Bis 2009 hieß das Turnier UNCAF Nations Cup.
Startberechtigt waren die sieben Mitglieder der Unión Centroamericana de Fútbol (UNCAF), einer Unterorganisation der CONCACAF. Das Turnier diente regelmäßig der Qualifikation für den CONCACAF Gold Cup. Der Wettbewerb wurde in Turnierform in jeweils einem Land zu zwei Gruppen à drei und vier Teams ausgespielt. Die beiden Gruppenersten qualifizierten sich für den CONCACAF Gold Cup und spielten danach im K.-o.-System um den Titel des Zentralamerikameisters. Die beiden Gruppendritten bestritten ein Play-off um den fünften Startplatz für Zentralamerika beim Gold Cup.
Erfolgreichste Mannschaft ist Costa Rica mit acht Turniersiegen.

## Erstteilnehmer
Folgend alle Nationalmannschaften, die bisher an diesem Turnier teilgenommenen haben.
- Fett die geschriebene Mannschaft wurden bei ihrer ersten Teilnahme Zentralamerikameister.

| Jahr      | Erstteilnehmer       | Erstteilnehmer       | Erstteilnehmer       | Erstteilnehmer       |
| --------- | -------------------- | -------------------- | -------------------- | -------------------- |
| 1991      | Costa Rica           | El Salvador          | Guatemala            | Honduras             |
| 1993      | Nicaragua            | Panama               |                      |                      |
| 1995      | Belize               |                      |                      |                      |
| 1997-lfd. | keine Erstteilnehmer | keine Erstteilnehmer | keine Erstteilnehmer | keine Erstteilnehmer |

## Die Turniere im Überblick
| Jahr                 | Austragungsort |            | Finale                | Finale              | Finale      | Spiel um Platz 3 | Spiel um Platz 3 | Spiel um Platz 3 |
| Jahr                 | Austragungsort | Sieger     | Ergebnis              | Finalist / 2. Platz | 3. Platz    | Ergebnis         | 4. Platz         |                  |
| -------------------- | -------------- | ---------- | --------------------- | ------------------- | ----------- | ---------------- | ---------------- | ---------------- |
| UNCAF Nations Cup    |                |            |                       |                     |             |                  |                  |                  |
| 1991 Details         | Costa Rica     |            | Costa Rica            | Ligaformat          | Honduras    | Guatemala        | Ligaformat       | El Salvador      |
| 1993 Details         | Honduras       | Honduras   | Ligaformat            | Costa Rica          | Panama      | Ligaformat       | El Salvador      |                  |
| 1995 Details         | El Salvador    | Honduras   | 3:0                   | Guatemala           | El Salvador | 2:1              | Costa Rica       |                  |
| 1997 Details         | Guatemala      | Costa Rica | Ligaformat            | Guatemala           | El Salvador | Ligaformat       | Honduras         |                  |
| 1999 Details         | Costa Rica     | Costa Rica | Ligaformat            | Guatemala           | Honduras    | Ligaformat       | El Salvador      |                  |
| 2001 Details         | Honduras       | Guatemala  | Ligaformat            | Costa Rica          | El Salvador | Ligaformat       | Panama           |                  |
| 2003 Details         | Panama         | Costa Rica | Ligaformat            | Guatemala           | El Salvador | Ligaformat       | Honduras         |                  |
| 2005 Details         | Guatemala      | Costa Rica | 1:1 n. V. / 7:6 i. E. | Honduras            | Guatemala   | 3:0              | Panama           |                  |
| 2007 Details         | El Salvador    | Costa Rica | 1:1 n. V. / 4:1 i. E. | Panama              | Guatemala   | 1:0              | El Salvador      |                  |
| 2009 Details         | Honduras       | Panama     | 0:0 n. V. / 5:3 i. E. | Costa Rica          | Honduras    | 1:0              | El Salvador      |                  |
| Central American Cup |                |            |                       |                     |             |                  |                  |                  |
| 2011 Details         | Panama         |            | Honduras              | 2:1                 | Costa Rica  | Panama           | 0:0 / 5:4 i. E.  | El Salvador      |
| 2013 Details         | Costa Rica     | Costa Rica | 1:0                   | Honduras            | El Salvador | 1:0              | Belize           |                  |
| 2014 Details         | USA            | Costa Rica | 2:1                   | Guatemala           | Panama      | 1:0              | El Salvador      |                  |
| 2017 Details         | Panama         | Honduras   | Ligaformat            | Panama              | El Salvador | Ligaformat       | Costa Rica       |                  |

### Rangliste
| Rang | Land        | Titel | Jahr(e)                                        | 2. Pl. | 3. Pl. | 4. Pl. |
| ---- | ----------- | ----- | ---------------------------------------------- | ------ | ------ | ------ |
| 1    | Costa Rica  | 8     | 1991, 1997, 1999, 2003, 2005, 2007, 2013, 2014 | 4      | /      | 2      |
| 2    | Honduras    | 4     | 1993, 1995, 2011, 2017                         | 3      | 2      | 2      |
| 3    | Guatemala   | 1     | 2001                                           | 5      | 3      | /      |
| 4    | Panama      | 1     | 2009                                           | 2      | 3      | 2      |
| 5    | El Salvador |       |                                                | /      | 6      | 7      |
| 6    | Belize      |       |                                                | /      | /      | 1      |